# Wilhelm Czermak (Mediziner)
Wilhelm Czermak, auch Čermák (* 2. Oktober 1856 in Brünn, Südmähren; † 9. November 1906 in Lans (Tirol)) war ein österreichischer Ophthalmologe und Hochschullehrer.

## Leben
Czermak war Sohn des Joseph Czermak. Er studierte Medizin an der Universität Graz und war nach Abschluss des Studiums zunächst Assistent und dann Sekundararzt an der Augenklinik der Universität. Nach einem Wechsel an die Universität Wien habilitierte er sich dort. Im Jahr 1892 folgte er dem Ruf als Professor und Direktor der Augenklinik an die Universität Innsbruck. 1895 wechselte er in gleicher Stellung an die Karl-Ferdinands-Universität, an der er bis zu seinem Tod blieb. Czermak war Mitglied der Corps Teutonia Graz (1883) und Saxonia Wien (1899).
Verheiratet war Czermak mit der Tochter des Rechtswissenschaftlers Leopold Pfaff. Sein Sohn war der Ägyptologe Wilhelm Czermak.

## Schriften
- Allgemeine Diagnostik und Semiotik der äußeren Augenerkrankungen.
- Leitfaden der augenärztlichen Operationskunde.